# Taiping
Taiping er en by i delstaten Perak i Malaysia. Byen ligger ved foden af bjerget Bukit Maxwell som er 1036 meter højt. Byen havde 183.200 indbyggere i 1991. Næringslivet består af udvinding og eksport af tin.
4°51′N 100°44′Ø / 4.85°N 100.73°Ø